# ويليام باتلر (محارب)
ويليام باتلر (بالإنجليزية: William Butler)‏ هو محارب أمريكي، ولد في 1759 في مقاطعة لويزا في الولايات المتحدة، وتوفي في 20 مارس 1818.